# Coenie Oosthuizen
Coenrad Victor Oosthuizen, detto Coenie (Potchefstroom, 22 marzo 1989), è un rugbista a 15 sudafricano che gioca come pilone con gli Sharks in URC.

## Biografia
Formatosi a livello giovanile con i Free State Cheetahs, nel 2008 Oosthuizen iniziò a disputare la Currie Cup con la stessa squadra. Giocatore molto veloce nonostante il suo peso di 129 kg, nel 2010 fu il maggiore realizzatore di mete per i Cheetahs in Currie Cup. Soprannominato "Shrek", lo stesso anno Oosthuizen cominciò a giocare pure nel Super Rugby insieme alla franchigia dei Cheetahs.
Coenie Oosthuizen fu convocato dal C.T. del Sudafrica Peter de Villiers per il tour in Europa del 2010 e fece anche parte della selezione che preparò la partenza per la Coppa del Mondo di rugby 2011. Per collezionare la sua prima presenza internazionale dovette comunque attendere il 9 giugno 2012, in occasione della partita contro l'Inghilterra disputata a Durban.
Il pilone sudafricano prese parte alla Coppa del Mondo di rugby 2015, vincendo con gli Springbok la finale per il 3º posto.

## Palmarès
- Challenge Cup: 1
Sharks: 2023-24
- Currie Cup: 1
Natal Sharks: 2018